# Clã Hope
O Clã Hope é um clã escocês da região das Terras Baixas, Escócia.
O atual chefe é Sir John Carl Alexander Hope de Craighall, 18º Barão de Graighall.